# Goßlerhaus

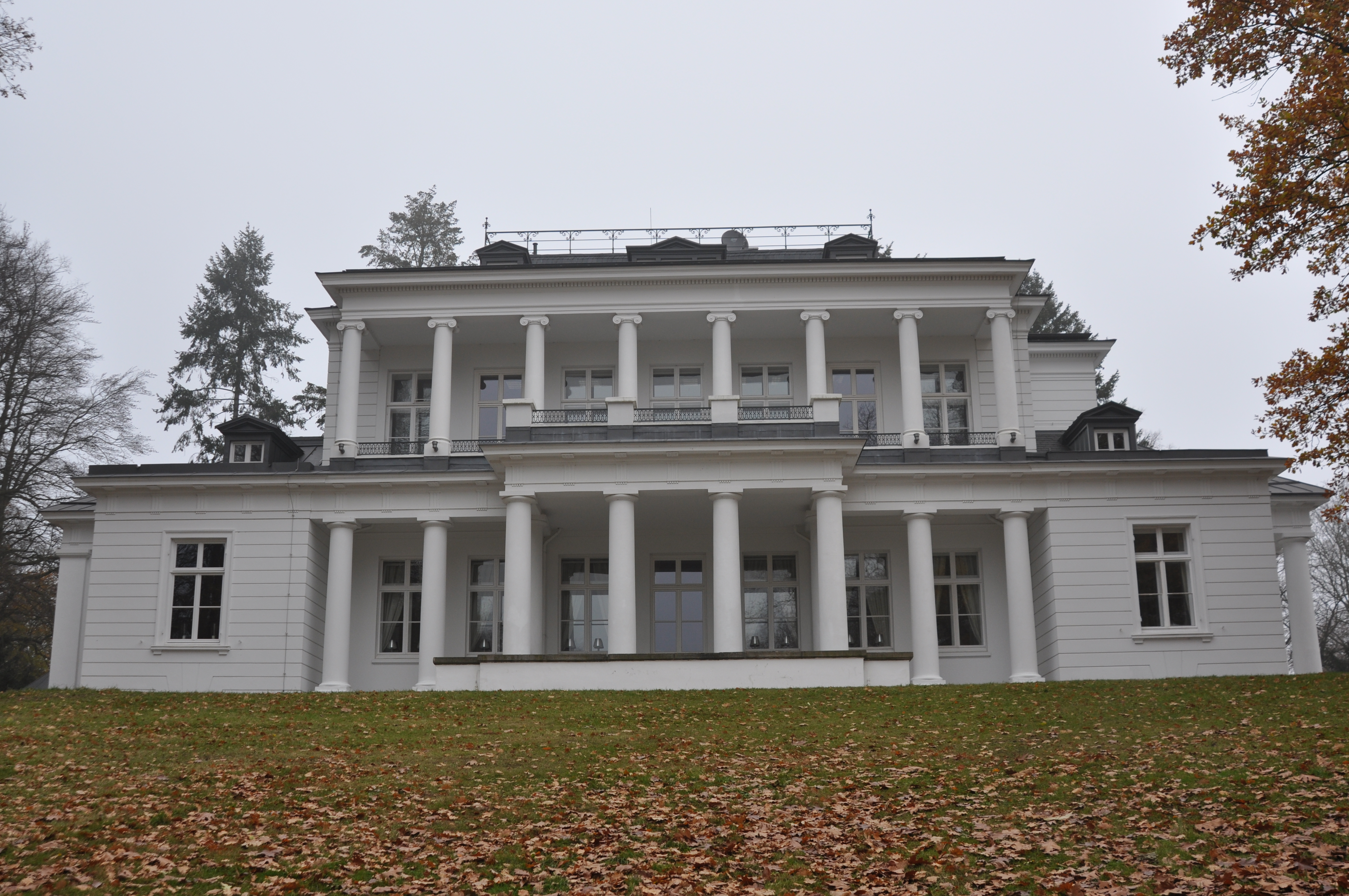
Das Goßlerhaus in Goßlers Park

Das Goßlerhaus wurde 1794 von Christian Frederik Hansen als Landhaus für den Courtmaster John Blacker der Merchant Adventurers errichtet und später von seinem letzten Eigentümer und Namensgeber John Henry Goßler stark verändert. Das unter Denkmalschutz stehende Gebäude im Hamburger Stadtteil Blankenese beherbergt die Janssen-Bibliothek und ist Veranstaltungsort des Fördervereins Goßlerhaus.

## Geschichte
1790 erwarb der englische Kaufmann und Courtmaster John Blacker das zum damals unter dänischer Herrschaft stehenden Holstein gehörende Gelände auf dem kahlen Krähenberg, auf dem er einen englischen Park anlegen ließ. 1794 erbaute der Landbaumeister für Holstein und Altona Christian Frederik Hansen für Blacker ein einstöckiges Landhaus im klassizistischen Stil, ursprünglich Fachwerk mit Holzverkleidung. Er wurde in den Formen eines antiken Tempels mit streng symmetrischer Gliederung der Fronten mit Säulen auf allen vier Seiten gebaut. 1811 erwarb der Hamburger Kaufmann Theodor Heinrich Groverts das Landhaus. Blacker kaufte es ein Jahr später zurück und verkaufte es 1816 an Daniel Roß (1776–1840), den Vater des späteren Hamburger Kaufmanns und Politikers Edgar Daniel Roß.
1897 erwarb John Henry Goßler das Haus und ließ ein Stockwerk daraufsetzen. 1901 brannte das Haus nieder, aber das gesamte Inventar konnte gerettet werden. Goßler ließ das Haus nach dem alten Grundriss, diesmal jedoch aus Stein, wiederaufbauen. Im Gartensaal (auch Kaminzimmer genannt) an der Nordfront wurde mit Decken- und Wandstuckaturen, Figurenreliefs und gemalten Reliefs der Eindruck der ursprünglichen Dekoration wiedergegeben. 1924 erwarb die Gemeinde Blankenese das ehemalige Landhaus und den Park und richtete ein Rathaus ein. Dem Gemeindevorsteher Heinrich Frahm gelang es, dafür ein Darlehen von der preußischen Landesregierung Schleswig-Holstein zu erhalten. Die Rückzahlung erfolgte durch den Verkauf des nordöstlichen Teils des Parks. Durch die Parzellierung dieses Geländes entstand das Villenviertel an der Straße „Goßlers Park“. Ab 1927 diente das Goßlerhaus als städtische Verwaltungsstelle, danach für kulturelle Veranstaltungen, Vorträge, Musikabende und Sommerkonzerte. Ab 1. April 1937 erfolgte die Nutzung des Gebäudes als Ortsamt Blankenese, nachdem Altona durch Groß-Hamburg-Gesetz ein Stadtteil Hamburgs geworden war.

## Heutige Nutzung
Im Jahr 1995 wurde der Förderverein Goßler Haus gegründet, eine Initiative Blankeneser Bürger zur Pflege und Rettung des Hauses. Durch das Engagement des Vereins konnte der kunsthistorisch bedeutende Gartensaal aufwändig restauriert werden. Im Jahr 2006 erwarb ein Blankeneser Mäzen das Gebäude von der Stadt Hamburg, renovierte und sanierte es auf Basis eines von der Bucerius Law School entwickelten langfristigen Nutzungskonzepts und brachte es in eine gemeinnützige Stiftung ein. Durch die Vermietung an die Bucerius Law School und die Zeit-Stiftung wurden Haus und umliegender Park dauerhaft wissenschaftlichen, kulturellen und gesellschaftlichen Zwecken und damit der Öffentlichkeit zugänglich gemacht. Die Innenausstattung wurde mit Hilfe des Bankhauses Sal. Oppenheim jr. & Cie. KGaA erneuert. Gleichzeitig wurde gemeinsam mit Lamme Janssen, Tochter von Horst Janssen, die Horst-Janssen-Bibliothek eingerichtet. Im Mittelpunkt sollen Lesungen und Ausstellungen über Janssens Werk stehen. Seit Juli 2017 ist das Hamburger Konservatorium Mieter des Goßlerhauses.

## Abbildungen
- Tyskland, Hamburg, Blankenese, Blankeneser Landstrasse 34, Blacker’s Landhus, Architekturzeichnungen aus der National Dänische Kunstbibliothek (Danmarks Kunstbiliotek), Fassade (online), Seitenansicht und Draufsicht (online), Grundriss (online), (online)